# Henry Feige
Henry Feige (1963) è un ex sciatore alpino francese.

## Biografia
Feige fu 3º nella classifica di discesa libera in Coppa Europa nella stagione 1982-1983; gareggiò in Coppa del Mondo almeno fino al 1983, senza ottenere risultati di rilievo. Non prese parte a rassegne olimpiche né ottenne piazzamenti ai Campionati mondiali.